# Jol Paxila
Jol Paxila är en ort i Mexiko.   Den ligger i kommunen Chilón och delstaten Chiapas, i den sydöstra delen av landet, 800 km öster om huvudstaden Mexico City. Jol Paxila ligger 1 295 meter över havet och antalet invånare är 251.
Terrängen runt Jol Paxila är huvudsakligen kuperad. Jol Paxila ligger uppe på en höjd. Runt Jol Paxila är det glesbefolkat, med 16 invånare per kvadratkilometer. Närmaste större samhälle är Jet-Já, 8,9 km nordväst om Jol Paxila. Omgivningarna runt Jol Paxila är en mosaik av jordbruksmark och naturlig växtlighet.